# Листовские
Листовские (пол. Listowski) — дворянский род.
Потомство Степана Андреевича Листовского (†1843), коллежского асессора. Его отец, статский советник Андрей Степанович Листовский (1756-1823) владел 15 крепостными Ирбитского уезда Краснослободской волости в дер. Самойловой, она ж Каменщикова. Род дворян Листовских внесён в 3-ю часть дворянской родословной книги Казанской губернии. Время определения Казанского депутатского собрания 22 июня 1795. Указ №6679 Правительствующего Сената по Департаменту Герольдии об утверждении в дворянстве 19 июля 1852.

## Описание герба
В голубом поле якорь и меч в андреевский крест.
Щит увенчан дворянскими шлемом и короной. Нашлемник: Намёт на щите голубой, подложенный серебром.